# El Indio (Texas)
Pour les articles homonymes, voir El Indio.
El Indio est une census-designated place située dans le comté de Maverick, dans l’État du Texas, aux États-Unis. Sa population s’élevait à 190 habitants lors du recensement de 2010.